# ویتالاکادوسیناکولام
ویتالاکادوسیناکولام (به لاتین: Vidattalkaddusinnakulam) یک منطقهٔ مسکونی در سری‌لانکا است که در استان شمالی (سری‌لانکا) واقع شده‌است.